# Скрябино (Пензенская область)
Скрябино — железнодорожная станция (населённый пункт) в Колышлейском районе Пензенской области России. Входит в состав Березовского сельсовета.

## География
Находится в южной части Пензенской области, в пределах западного склона Приволжской возвышенности, в лесостепной зоне, при железнодорожной линии Ртищево — Пенза, на расстоянии примерно 6 километров (по прямой) к северо-востоку от посёлка городского типа Колышлей, административного центра района. Абсолютная высота — 236 метров над уровнем моря.

### Климат
Климат характеризуется как умеренно континентальный, с тёплым летом и умеренно холодной продолжительной зимой. Средняя температура воздуха самого холодного месяца (января) составляет −13,2 °C; самого тёплого месяца (июля) — 17 °C. Годовое количество атмосферных осадков — 600 мм, из которых большая часть выпадает в тёплый период.

### Часовой пояс
Железнодорожная станция Скрябино, как и вся Пензенская область, находится в часовой зоне МСК (московское время). Смещение применяемого времени относительно UTC составляет +3:00.

## Население
| 1926 | 1939 | 1959 | 1979 | 1989 | 1996 | 2002 |
| ---- | ---- | ---- | ---- | ---- | ---- | ---- |
| 13   | ↘10  | ↗58  | ↗88  | ↘37  | ↗43  | →43  |
| 2004 | 2010 | 2021 |      |      |      |      |
| ↘39  | ↗61  | ↘22  |      |      |      |      |

### Национальный состав
Согласно результатам переписи 2002 года, в национальной структуре населения русские составляли 98 % из 43 чел.